# Norseman
Norseman est une ville du sud de l'Australie-Occidentale située à 726 km à l'est de Perth sur la Coolgardie-Esperance Highway. Elle est au point de départ de la Eyre Highway et la dernière ville avant la frontière avant l'Australie-Méridionale à 774 km de là.